# Ватерполо репрезентација Израела
Ватерполо репрезентација Израела представља Израел у међународним такмичењима у ватерполу. Налази се под контролом Пливачког савеза Израела.

## Резултати репрезентације на међународним такмичењима

### Олимпијске игре
Није учествовала

### Светско првенство
| Светско првенство            | Учествовање      | Пласман          | ИГ               | П                | Н                | И                | ГД               | ГП  | ГР   |
| ---------------------------- | ---------------- | ---------------- | ---------------- | ---------------- | ---------------- | ---------------- | ---------------- | --- | ---- |
| Београд 1973.                | Прва фаза        | 16. место        | 7                | 0                | 0                | 7                | 15               | 79  | -64  |
| Кали 1975.                   | Нису учествовали | Нису учествовали | Нису учествовали | Нису учествовали | Нису учествовали | Нису учествовали | Нису учествовали |     |      |
| Берлин 1978.                 | Прва фаза        | 16. место        | 3                | 0                | 0                | 3                | 4                | 24  | -20  |
| Гвајакил 1982.               | Нису учествовали | Нису учествовали | Нису учествовали | Нису учествовали | Нису учествовали | Нису учествовали | Нису учествовали |     |      |
| Мадрид 1986.                 | Прва фаза        | 15. место        | 6                | 0                | 1                | 5                | 28               | 71  | -43  |
| Перт 1991 - Будимпешта 2022. | Нису учествовали | Нису учествовали | Нису учествовали | Нису учествовали | Нису учествовали | Нису учествовали | Нису учествовали |     |      |
| Укупно                       | 3/19             | 15. место        | 16               | 0                | 1                | 15               | 47               | 174 | -127 |

### Европско првенство
| Европско првенство                 | Учествовање      | Пласман          | ИГ               | П                | Н                | И                | ГД 5 0 5 45 81 -36 | ГП               | ГР               |
| ---------------------------------- | ---------------- | ---------------- | ---------------- | ---------------- | ---------------- | ---------------- | ------------------ | ---------------- | ---------------- |
| Будимпешта 1926 - Будимпешта 2020. | Нису учествовали | Нису учествовали | Нису учествовали | Нису учествовали | Нису учествовали | Нису учествовали | Нису учествовали   | Нису учествовали | Нису учествовали |
| Сплит 2022.                        | Осмина финала    | 12. место        | 7                | 1                | 0                | 6                | 42                 | 96               | -54              |
| Загреб/Дубровник 2024.             | Први круг        | 16. место        | 5                | 0                | 0                | 5                | 45                 | 81               | -36              |
| Укупно                             | 2/36             | 12. место        | 12               | 1                | 0                | 11               | 87                 | 177              | -90              |

### Светска лига
Нису учествовали

### Светски куп
Нису учествовали